# Peisels en Verre
Peisels en Verre is een gebied met 96 inwoners (2024) in de gemeente Sint-Gillis-Waas in de Belgische provincie Oost-Vlaanderen.
Verre was onder het ancien régime de naam van een heerlijkheid. De naam Pysels en Verre komt voor als wijknaam in de eerste helft van de 19de eeuw. De kadasterkaarten van Popp uit het midden van de 19de eeuw duiden hier een landelijk gebiedje aan met de naam De Peysels en den Verre, behorende tot de gemeente Vrasene.
Kaarten uit de eerste helft van de 20ste eeuw geven de naam Peijsels en Verre. Bij de gemeentelijke herindeling van 1977 werd een stukje grondgebied met onder meer Peisels en Verre, Okkevoorde en Groot Laar afgescheiden van Vrasene en bij Sint-Gillis-Waas gevoegd, terwijl de rest van Vrasene als deelgemeente bij fusiegemeente Beveren gevoegd werd. Daarom wordt Peisels en Verre in sommige databanken als een afzonderlijke deelgemeente weergegeven, hoewel het geen kern is en nooit een afzonderlijke gemeente was. Het wordt echter meestal tot de deelgemeente Sint-Gillis-Waas gerekend.
Deelgemeenten: De Klinge · Meerdonk · Sint-Gillis-Waas · Sint-Pauwels

Overige plaatsen: 't Kalf · Hoogeinde · Kemzeke (deels) · Peisels en Verre

Belgische gemeenten · Arrondissement Sint-Niklaas · Oost-Vlaanderen · Vlaanderen